# 特殊教育課程綱要
台灣的九年一貫課程以「課程綱要」（簡稱課綱）代替過去的「課程標準」，讓學校對課程實施有較大自主性。課綱以學習領域為學生在校學習內容，而非學科名稱。且課程綱要設有彈性教學時數，各校得在上課總節數之規定範圍內彈性排課。
特教課綱是教育部依據特殊教育法，為特教學校、特教班，特教生的教學，所擬定的課程綱要。

## 實驗課綱
- 教育部委託臺師大盧台華教授修訂特教課程綱要，並於2010年1月在全國北、中、南、東舉辦分區說明會。在國中及高中教育階段，融合後的新課綱延續與九年一貫課程相同的七大領域，包括語文占20%至30%、健康與體育占10%至15%、數學占10%至15%、社會占10%至15%、藝術與人文占10%至15%、自然與生活科技占10%至15%、綜合活動占10%至15%，增加0%至20%的特殊需求課程。高職教育特殊教育課程，除原本的家事、海事、農業、商業、工業、藝術等六大類別，增設一服務類別，包含健康理療群、環境保育群及生命服務群三種。[4]

- 2011年八月起， 實驗課綱在多所學校試辦，但基層老師反應不佳，認為可能導致特教學生踏出校門，適應社會與就業轉銜時面臨困難，[5] 實驗學生的家長，在教育部的問卷調查中，有九成八家長反對，教育部卻決定全面試辦。

- 全中教和各縣市特殊教育學校家長會因此決議，2013年7月28日將召集近百名特教生穿著象徵「實驗白老鼠」的白色衣服，到教育部門口抗議。2013年7月25日，教育部國教署署長吳清山緊急邀各家長代表座談，親上火線溝通，教育部發文各縣市自行決定是否繼續試辦[6]。